# Meczet w Dewsbury
Meczet w Dewsbury (Central Mosque, Markazi Masjid) – zespół meczetu i medresy zlokalizowany w Dewsbury (Anglia).
Meczet zbudowano w 1978, jako główną europejską siedzibę sunnickiego radykalnego ruchu prozelityzującego o nazwie Tablighi Jamaat. Mieści 4000 osób (wyłącznie mężczyzn). Budowę wsparła finansowo Światowa Liga Islamska (Muslim World League - Rabitat al-Alam al-Islami). Ruch Tablighi Jamaat jest jedną z ważniejszych organizacji werbujących żołnierzy dżihadu. Meczet został powiązany przez brytyjski wywiad z Mohammadem Sidiquiem Khanem, przywódcą zamachu w Londynie w 2005. Każdej jesieni obiekt ściąga tysiące muzułmańskich pielgrzymów z całej Europy.